# Рельбиці
Рельбиці (рос. Рельбицы) — присілок в Солецькому районі Новгородської області Російської Федерації.
Населення становить 12 осіб. Входить до складу муніципального утворення Дубровське сільське поселення.

## Історія
Від 2005 року входить до складу муніципального утворення Дубровське сільське поселення

## Населення
| 2010 |
| ---- |
| 12   |